# La Muse du département
La Muse du département (em português, A Musa do Departamento) é um romance de Honoré de Balzac, cuja redação talvez foi iniciada em 1832 e sem dúvida revista em 1837; o texto foi finalmente publicado por Werdet neste ano nas Cenas da vida provinciana no grupo Os parisienses na província da Comédia Humana. Depois, em 1843, foi publicado pelo editor Souverain, sempre na mesma classificação. Nesse entretempo, o romance sofreu numerosas revisões e mudanças de classificação a ponto de nos perdermos nas ramificações do seu histórico.
A história é simples: a mulher provinciana bonita e intelectualmente brilhante, presa a um casamento por conveniência com um homem bem mais velho, apaixona-se por um jornalista de Paris. Mas Balzac "recheia" o texto com histórias dentro da história (e até poemas “compostos” por personagens) e desenvolve um estudo minucioso da psicologia da “musa” e dos costumes da sociedade provinciana.

## Apresentação
George Sand é nominalmente evocada nesse retrato de Mulher escritora, cujo título ela retoma com humor em sua História da minha vida, já que se trata de evocar seu amigo Balzac. Sem ironia, ela se apresenta, ela mesma, como uma espécie de musa do departamento. Balzac já explicou (ou detalhará mais tarde em Outro Estudo de Mulher) aquilo que entende por mulher de talento. A saber: uma femme-comme-il-faut, enquanto a heroína de A Musa do Departamento é uma femme-comme-il-n'en'faut-pas, quer dizer, sem talento e cheia de sonhos inacessíveis. Uma bas-bleu que se crê obrigada a viver o amor-paixão porque ela escreve poemas sobre o assunto. 
A Musa do Departamento nos apresenta toda uma sociedade. Esse texto pode, por isso, ser comparado às obras primas que são Esplendores e Misérias das Cortesãs e Ilusões perdidas. Esse romance curto cria uma ponte entre as diversas seções da Comédia Humana: as Cenas da vida privada (é um Estudo de mulher), as Cenas da vida parisiense e as Cenas da vida provinciana
A Musa do Departamento é a versão literária de uma Madame Bovary com pretensões à literatura que tentará imitar George Sand, modelo ao qual quer se conformar. Balzac, ainda que compreensivo com as mulheres, aqui se mostra muito duro contra aquela que acredita ter um talento, mas que mistura literatura e adultério. Sem dúvida porque sua admiração e sua amizade por George Sand não sofriam com as cópias aproximadas que, à época, abundavam.

## Enredo
A ação começa em Sancerre, cidade da província onde se aventura um parisiense: o jornalista Lousteau, que vai lá fazer devastações. Ali o filho de um feitor-geral (Jean-Anastase-Polydore Milaud de la Baudraye, João Atanásio Polidoro na edição brasileira organizada por Paulo Rónai), ao mesmo tempo ambicioso e disforme, procura ganhar reputação em seu território. Tendo já fortuna, falta-lhe a glória local que uma bela mulher e um salão requisitado podem trazer. Ele encontra essa mulher na pessoa de Dinah (Diná) Piédeder, bela e brilhante, mas cuja falta de fortuna afastava os bons partidos. Casando-se com o homem, ela pode se proporcionar um salão que brilha sobre a província inteira e onde recebe os personagens mais brilhantes da localidade.
Já considerada na região uma espécie de rival de George Sand, Diná de La Baudraye publicou poemas e coletâneas sob um pseudônimo. Mas malgrado seu sucesso local, ela sente falta do apoio de parisienses. Ela chama, então, Horace Bianchon (personagem de Le Père Goriot e A Missa do Ateu) e o jornalista Étienne Lousteau (elegante, desenvolto, superficial, mundano, cínico e espirituoso, o típico retrato de jornalista que Balzac compôs na Comédia Humana). Ele seduz por esporte Madame de la Baudraye, que o persegue a Paris sem que ele a tenha convidado.
Em Paris, Diná de la Baudraye percebe que não é nada, que seu romântico amor por Lousteau não resiste a duas maternidades e que seu talento não é confirmado na capital. Lousteau se cansa dela, e ela cai na miséria material e espiritual. Restam-lhe, felizmente, um marido, de la Baudraye, que a persegue com insistência, um amigo antigo, o magistrado Clagny (um desses anciães suspirantes que lhe ficou fiel) e alguns escrúpulos religiosos. A ovelha desgarrada se resigna, então, a retornar ao rebanho.